# Museo de Kosovo
El Museo de Kosovo (en albanés: Muzeu i Kosovës) es un complejo de museos de Pristina, Kosovo. Fundado en 1949 por las autoridades yugoslavas de la época, hoy desempeña el papel de Museo Nacional de Kosovo. El edificio principal del museo fue construido en 1889 en estilo austrohúngaro como sede del alto mando militar de la época, en medio del casco antiguo de la ciudad.
El museo es la institución a cargo del patrimonio cultural kosovar más antigua del país, creada con el objetivo de preservar, restaurar, conservar y presentar al público el patrimonio de Kosovo.

## Historia
El Museo de Kosovo fue fundado en 1949 y cuenta con sus departamentos de arqueología, etnografía y ciencias naturales, a los que se agregó uno, dedicado al estudio de la historia y la lucha por la liberación nacional en 1959. El museo patrocina exploraciones y excavaciones arqueológicas y la conservación así como otros trabajos científicos. Desde 1956 publica una revista anual llamada Buletin i Muzeut të Kosovës, publicada en albanés, con resúmenes en francés, inglés y alemán.
El museo cuenta con varios inmuebles, y además del correspondiente al Museo de Kosovo en sí, el Complejo de Viviendas Emin Gjiku, donde se ubica el Museo Etnográfico, y el Museo de la Independencia..
El edificio principal del museo consta de tres salas, una de las cuales alberga la exposición permanente. Otras exhibiciones se encuentran situaas en el patio interior del museo y en el lapidarium, así como en el Parque Arqueológico, ubicado en el exterior junto al edificio principal. 
El museo cuenta con un gran archivo en sus sótanos, donde se encuentran depositados hallazgos, artefactos y fragmentos de material arqueológico, los cuales son sistematizados y conservados en condiciones especiales. 
En el tercer piso del edificio principal funciona el Instituto Arqueológico de Kosovo, la entidad científico-profesional responsable de la investigación arqueológica del país.

## Museo Etnográfico

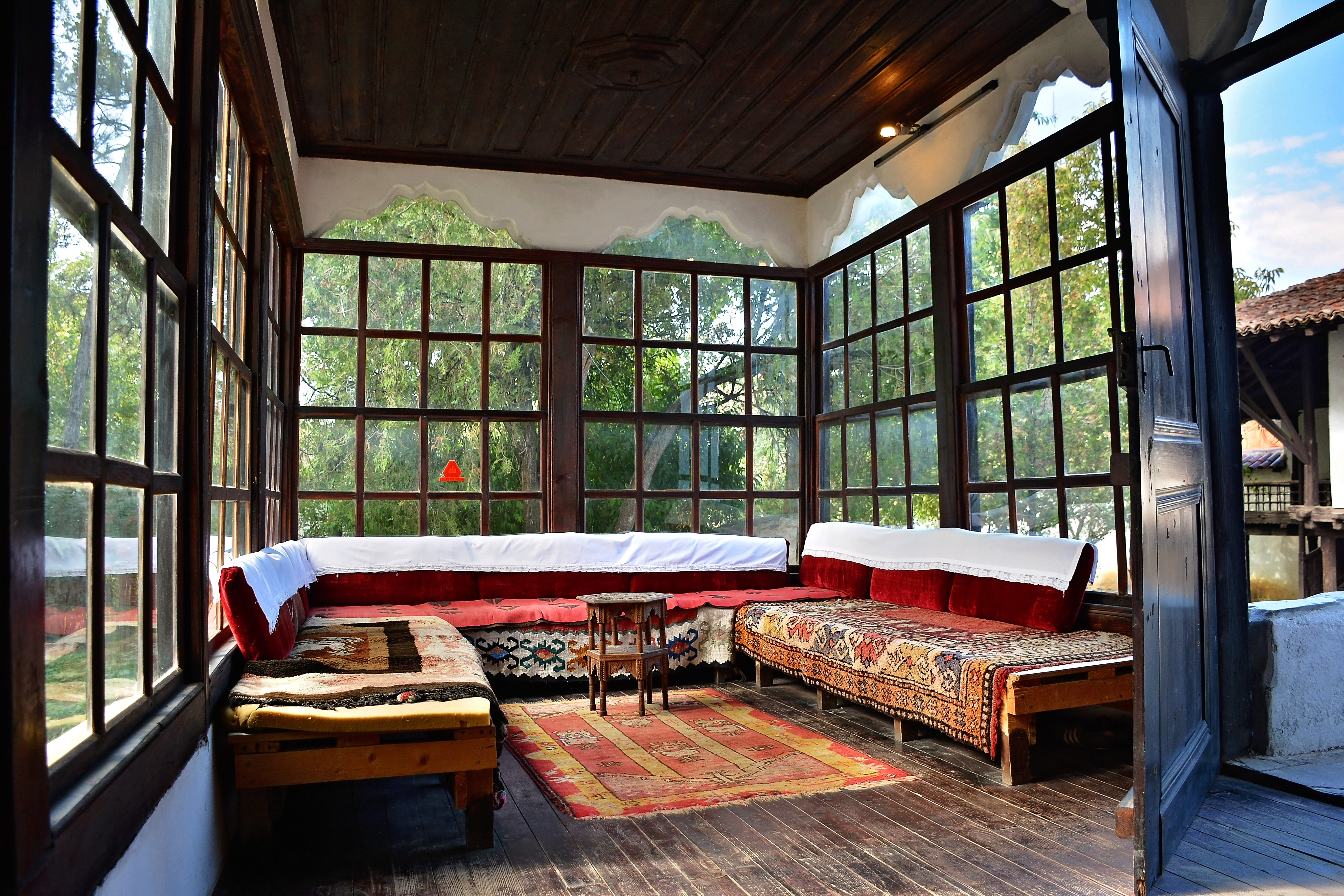
En el museo se exhiben herramientas y artículos relacionados con el estilo de vida del período otomano de Kosovo.

El Museo Etnográfico hace parte del museo, y está localizado en un viejo complejo de cuatro edificios de viviendas, dos de los cuales datan del siglo XVIII, en tanto los otros dos son del siglo XIX.
Este complejo de viviendas fue construido por la familia Gjinolli o Emin Gjiku, la cual finalmente emigró a Turquía en 1959. Inicialmente se instaló en el lugar el Museo de Ciencias Naturales, hasta que en 2006 compartió instalaciones con la exposición etnológica permanente, la cual consta de cuatro ejes temáticos en torno a los ciclos de la vida, partiendo del nacimiento, luego la vida, la muerte y la herencia espiritual de los albaneses de Kosovo durante el período otomano.
La «casa de piedra» y la sinagoga también forman parte del museo que, durante la década de 1950 fueron trasladados desde la zona más antigua de la ciudad de Pristina al complejo de viviendas. Hoy, ambos lugares sirven como centro de arte contemporáneo, recibiendo el nombre de «Station».

## Parque Arqueológico
El Parque Arqueológico y el lapidarium de Kosovo, fueron diseñados como anexo al aire libre donde exhibir el patrimonio arqueológico nacional. Fragmentos arquitectónicos, inscripciones epigráficas, altares y lápidas, además de escenas mitológicas, procesiones fúnebres, presentación de imágenes de los ancestros, son complementadas con tallas, todas ellas en torno al mundo espiritual y material de la antigua Dardania.

## Galería
|                    |
| Cerámicas antiguas |

|                     |
| Imágenes neolíticas |

|                          |
| Hachas y puntas de lanza |

|                       |
| Muebles tradicionales |